# Slate Range (Alberta)
Slate Range è una catena montuosa delle Montagne Rocciose Canadesi, situata nel Banff National Park in Canada.
Sul versante meridionale si trova la stazione sciistica "Lake Louise Mountain Resort".

## Vette
All'interno della catena si ritrovano diverse montagne:
| Montagna         | Altezza |
| ---------------- | ------- |
| Monte Richardson | 3 086 m |
| Pika Peak        | 3 053 m |
| Ptarmigan Peak   | 3 035 m |
| Monte Fossil     | 2 946 m |
| Monte Redoubt    | 2 902 m |
| Monte Lipalian   | 2 710 m |
| Monte Skoki      | 2 707 m |
| Monte Anthozoan  | 2 695 m |
| Monte Brachiopod | 2 667 m |
| Monte Whitehorn  | 2 637 m |
| Heather Ridge    | 2 636 m |